# Macbeth (italienische Band)
Macbeth ist eine italienische Symphonic-Metal-Band aus Mailand.

## Bandgeschichte
Macbeth wurde 1995 von dem Schlagzeuger Fabrizio Cislaghi gegründet. 1997 erschien die Demo Nocturnal Embrace, an den Aufnahmen waren die Gitarristen Alesandro und Luca Sassi, der Bassist Fàbio, die Keyboarderin Monica und die Sänger Vittorio und Cristina beteiligt. Ein Jahr später erschien das Debütalbum Romantic Tragedy’s Crescendo bei dem Label Dragonheart. 2001 erschien das zweite Album Vanitas. 2005 folgte Malae Artes und 2007 das aktuelle Album Superangelic Hate Bringers.

## Diskografie

### Alben
- 1998: Romantic Tragedy’s Crescendo
- 2001: Vanitas
- 2005: Malae Artes
- 2007: Superangelic Hate Bringers
- 2014: Neo-Gothic Propaganda

### Sonstiges
- 1997: Nocturnal Embrace (Demo)[1]